# Gran cubicuboctàedre
En geometria, el gran cubicuboctàedre és un políedre uniforme no convex indexat com a U14. Té 20 cares (8 triangles, 6 quadrats i 6 octagrames), 48 arestes i 24 vèrtexs. Les cares quadrades i les octagràmiques són paral·leles a les d'un cub, mentre que les triangulars són paral·leles a les d'un octàedre: d'aquí prové el nom de cubicuboctàedre. El prefix gran serveix per a distingir-lo del petit cubicuboctàdre, que també té les cares en les direccions mencionades anteriorment. El seu dual és el gran icositetràedre hexacrònic.